# Banco de Londres y América del Sur
El Banco de Londres y América del Sur (en inglés Bank of London and South America, BOLSA) fue una institución financiera surgida en 1923 de la fusión del Banco de Londres y Río de la Plata (en manos del Lloyds Bank desde 1918) y el Banco de Londres y Brasil.
El 1 de octubre de 1958 el Banco de Londres y América del Sud de común acuerdo con el Banco de Montreal, (el banco más antiguo del Canadá fundado en 1817), resolvieron fusionarse en un solo banco para crear sucursales en el resto de las economías más sólidas de América Latina de la época: Colombia, Ecuador, Venezuela, Guatemala, Nicaragua y El Salvador.
A partir de 1971 fue siendo progresivamente absorbido por el Lloyds Bank, hasta que en 1986 adoptó aquel nombre de forma definitiva.

## Historia
En verdad escasos datos se han divulgado en español sobre el pasado y procedencia del Banco de Londres y América del Sur, como actualmente se denomina en España, aunque puede utilizarse también su nombre en inglés, (Banco de Londres y América del Sud en algunos países de Sudamérica).
Pero siempre es interesante saber la genealogía –podemos llamarla así- de la empresa a la que se está ligado por razón de empleo, aunque no podemos extendernos en relatar los éxitos y épocas difíciles en los numerosos países en que han operado (desde hacer ciento once años su más antiguo antecesor), los bancos que por adquisiciones, fusiones, traspasos, etc. de negocios bancarios, formaron sus raíces a través de los años, todos ellos creados bajo la forma jurídica de sociedades anónimas (expresada en inglés con la palabra limited).
El 27 de septiembre de 1862 se fundó en Inglaterra, con casa central en 40 Moorgate, Londres, el LONDON, BUENOS AIRES AND RIVER PLATE LIMITED, con un capital autorizado de GBP 500.000.- habiéndose desembolsado pocos meses después el 40 % del mismo. Los socios fundadores fueron nueve hombres, banqueros y comerciantes de Londres, Liverpool y Sud América, siendo su propósito extender el negocio bancario, mediante el empleo de su capital inglés a las ciudades de Buenos Aires y Montevideo. 
El día primero del año 1863, después de haber sido aceptados los Estatutos del Banco por el gobierno argentino bajo la presidencia de Bartolomé Mitre y por el gobierno de la provincia de Buenos Aires, fue abierta en la capital la primera sucursal. Este fue el primer banco británico que bajo la forma de sociedad anónima operó en América Latina.
El 13 de enero de 1863 abrió la Sucursal en Montevideo, con locales en Calle Cerrito, situada precisamente entre dos bancos ya establecidos en la misma calle de la capital. En marzo de 1865 le fue concedido por el gobierno uruguayo el derecho de emisión de billetes de banco, cambiando su nombre original por el de LONDON AND RIVER PLATE BANK, LTD. Suprimiendo las palabras “Buenos Aires” por no ser apropiadas al haber extendido sus actividades al país vecino. En 1866 fueron abiertas Sucursales en Córdoba y Rosario, a las que les fue concedido el privilegio de emitir billetes de banco.
Después, en el transcurso de varios años, el banco estableció cinco Sucursales urbanas en Buenos Aires y otras cinco en diversas ciudades Argentinas, siendo una de las más estratégicas la abierta en la ciudad de Mendoza en 1896, ruta directa a Chile.
Desde su fundación creó una vasta red de corresponsales bancarios, a fin de ofrecer amplios servicios a la clientela, especialmente en el ámbito internacional, obteniendo corresponsalías en las capitales de París, Hamburgo, Ámsterdam, Berlín, Génova y New York, así como Brasil, España, Portugal e incluso un agente en San Petersburgo.
Los acuerdos con sus corresponsales y agentes fueron hechos cuidadosamente, especificando límites para poder girar sobre ellos, así como de los mismos sobre el London and River Plate Bank Ltd. a través de sus correspondientes cuentas, limitaciones indispensables para mantener posiciones razonables en las distintas monedas extranjeras con las que operaba el banco e individualmente con cada corresponsal en proporción a la responsabilidad de cada uno de estos.
En Uruguay, el banco prosperó de gran manera con el desarrollo de aquel país creado por capital extranjero allí invertido y por la inmigración. La creación de compañías, el crecimiento de sus líneas ferroviarias (242 millas en 1865 en comparación con las 1.075 millas alcanzadas en 1895), la instalación de nuevas líneas telefónicas, de abastecimiento de agua y gas, tendido de líneas de tranvías y la construcción de frigoríficos para atender la demanda de carnes del extranjero, y otras importantes empresas, contribuyendo a ello, así como el comercio de lanas y pieles. A través de años más o menos fáciles para su negocio, el banco contó con sucursales en Paysandú, Salto y Rivera, y en Montevideo había abierto una agencia en la calle Río Negro, llegando a ser el primero entre los muchos bancos que operaban en aquel país durante la presidencia de José Batlle y Ordóñez, creador del Uruguay moderno hasta 1915.
En cuanto al gran desarrollo del Banco en Argentina, de todos es conocida la importancia y fama que adquirió y mantiene en aquel país.
La sucursal en Buenos Aires fue instalada con amplitud y espléndida decoración, en gran parte traída de Inglaterra, y por años más tarde el Banco llegó a ser el primero del país en número de empleados y en volumen de negocios con el exterior.
El inmenso potencial agrícola y ganadero unido al general desarrollo de Argentina, construcción de largas vías ferroviarias, instalación de líneas de tranvías en ciudades, construcción de puertos, almacenes frigoríficos, exportación de sus muchos productos e importaciones de toda clase, contribuyeron a la prosperidad del Banco a pesar de la crisis en aquel país del año 1891, durante la cual fue uno de los pocos bancos que mantuvieron abiertas sus puertas y continuó sus negocios normalmente, ampliando la creación de sucursales paulatinamente, siendo la última que abrió en 1909 en la ciudad de Tucumán.
En 1894 estableció en sus propios locales y con gastos a su cargo, la primera Cámara de Compensación bancaria en Buenos Aires, que operó hasta 1912 en que la transfirió al Banco de la Nación.
Como resultado de sus contactos con firmas comerciales chilenas, el Banco abrió Sucursales en Valparaíso en 1907 seguida por otras en Santiago y en Antofagasta, continuando su expansión en los años anteriores a la primera guerra mundial y extendiendo la creación de sucursales hasta Brasil, en 1892 en Río de Janeiro, en 1894 en Pernambuco y en Pará, y en 1899 en Santos y Sao Paulo, seguidas en años siguientes por algunas más.
Este fue el primer banco antecesor del Bank of London & South America Limited en orden a la antigüedad e su creación, progresando ininterrumpidamente hasta el año 1918, en el que el Lloyds Bank Limited, uno de los “cinco grandes bancos británicos” obtuvo control sobre el que fue el más antiguo y con mayor éxito en su empresa en América Latina.
Casi en la misma fecha de constitución del primer antecesor, se creó en Londres otro banco británico proyectado para operar en Brasil: el LONDON AND BRAZILIAN BANK LIMITED, con casa central en 23 Old Broad Street.
La primera Sucursal fue abierta el 1º de febrero de 1863 en Río de Janeiro y cuatro meses después adquirió el negocio bancario del Anglo Portuguese Bank Limited, fundado poco antes para operar en Brasil y Portugal, y que ya tenía sucursales en Lisboa y Oporto, con lo que se suprimió una tremenda competencia ya iniciada.
También abrió sucursales en Bahía y Pernambuco y después una amplia red desde Manaus en el Amazonas, y Pará y Maranhao en la costa norte, hasta Porto Alegre, Pelotas y Río Grande del Sur en el sur.
A pesar de las crisis económicas y políticas que sufrió aquel país, el Banco creció y contribuyó al rápido desarrollo de Brasil y a la expansión de su comercio exterior, con la exportación de café, caucho, maderas, etc... La construcción de líneas ferroviarias, puertos y otras grandes obras incluyendo mineras así como las importaciones en general, fueron los principales negocios del Banco hasta la Primera Guerra Mundial.
La abolición de la esclavitud, proclamada en Brasil en el año 1888, no produjo la temida crisis que se esperaba y la nación progresó durante los años siguientes, y con ello el segundo banco antecesor del actual.
El tercer antecesor puede decirse que fue el BANK OF TARAPACA AND LONDON LIMITED, fundado en 1888, el que aquel año estableció sucursales en Chile, en las ciudades de Iquique, Pisagua y Valparaíso, dedicándose a los negocios de exportación de nitrato de sosa, así como la financiación de industrias de aquel ramo y auxiliares y de construcción de líneas férreas para su transporte.
En 1895 estableció sucursales en Santiago de Chile y Punta Arenas, en el Estrecho de Magallanes, siendo esta última la ciudad más meridional de nuestro planeta. Otra sucursal fue establecida poco después en Concepción y extendió su radio de acción a Argentina, estableciendo Sucursal en Puerto Gallegos.
En 1900, como medio de extenderse en este último país, adquirió el negocio del Anglo Argentine Bank creado en 1889 bajo la presidencia del renombrado Mr. Sampson S. Lloyds, Presidente del Lloyds Bank Ltd. Con este motivo y a fin de dar significación a sus nuevos intereses en el país vecino, cambió su nombre al de BANK OF TARAPACA AND ARGENTINA LIMITED.
Inmediatamente estableció sucursal en Mendoza, región productora de fruta y vinos, financiando asimismo el comercio de ganado transandino. También abrió sucursales en San Rafael y Bahía Blanca, esta última estratégicamente establecida para atender el comercio del grano y lanas de las Pampas.
En 1906, después de su expansión creciente y contando con oficinas en Chile, Argentina y Uruguay, cambió su nombre por el de ANGlO SOUTH AMERICA BANK LIMITED.
Este banco fue el primero del grupo bancario antecesor que abrió sucursales en España, siendo la primera en Barcelona en 1916, seguida de la de Madrid establecida el 1º de mayo de 1917 y poco después por las de Valencia y Sevilla (además de las de Bilbao, Vigo y La Coruña, pero estas tres fueron cedidas años más tarde a un banco español).
Después de adquirir control el Lloyds Bank Ltd sobre el London and River Plate Bank limited, éste extendió su red de Sucursales a Paraguay y Colombia, en Asunción abierta el 26 de enero de 1929 y en Bogotá el 5 de abril del mismo año, seguida de las de Barranquilla, Medellín, Manizales y Cali.
En octubre de 1923, el Lloyds Bank Limited viendo la competencia entre el banco bajo su control y el London and Brazilian Bank Limited, que operaban comúnmente en varias capitales y ciudades, promovió y consiguió la fusión de ambos, tomando el nombre de BANK OF LONDON AND SOUTH AMERICA LIMITED.
Adquirió en 1913 participaciones en el capital del Commercial Bank of Spanish America, anteriormente Enrique Cortés and Company, Bogotá, el que tenía sucursales en Colombia, Managua (Nicaragua), San Salvador (El Salvador), Guayaquil (Ecuador), y en Iquitos en el Amazonas peruano. Así el banco obtuvo negocio bancario en las operaciones de exportación de café, oro, esmeraldas, cacao y caucho, de aquellos países.
También poseía Sucursal en Caracas (Venezuela) y como mucho comercio de estos países se ejercía con EE. UU. de Norteamérica y Francia, tenía abiertas agencias en New York y París.
Los años siguientes fueron difíciles para el Commercial Bank of Spanish América y a finales de 1917 el Anglo South America Bank Limited, viendo buenas perspectivas, adquirió la mayoría de acciones del primero. Efectivamente, la inversión fue un éxito y el progreso de ambos bancos fue tan evidente que en 1918 el Anglo South Américan Bank Limited era casi tan importante como el London and River Plate Bank en aquel año. Poco después abría sucursales en Guatemala y Lima.
Las sucursales del Commercial Bank of Spanish América en América Central, Colombia, Venezuela y Ecuador fueron incorporadas en 1926 al Anglo South American Bank Limited. La de Iquitos (Perú) fue cerrada en 1931 como consecuencia de la caída del comercio del caucho.
Sin embargo, la crisis económica mundial de 1929-1932 y la entrada en el mercado mundial de nitrogenados sintéticos, dañaron considerablemente los intereses del Anglo South American Bank Limited. Tenía en Chile desde su creación gran número de clientes con negocio directo e indirecto en las industrias del nitrato, los cuales por efecto de la crisis de este producto, necesitaron ayuda económica para subsistir. Si no la recibían no podían reparar sus créditos bancarios y si el banco no incrementaba estos, corría el riesgo consiguiente de no recuperar los fondos invertidos, caso de fracasar estas industrias.
En 1939 el Consejo de Administración resolvió aumentar sus préstamos a estas industrias. Un tercio de la suma total de préstamos concedidos estaba invertida en industrias de nitratos, lo que representaba una cifra mayor que la del capital del banco y sus reservas, pero la ayuda era vital para que subsistieran y todo dependía de la reorganización de las mismas, que procuraban competir con sus precios de costo en el mercado mundial, mediante nuevos procesos de purificación además de con la concentración de pequeñas industrias existentes.
Otros problemas surgieron con motivo de la crisis mundial en aquellos años y de las conmociones políticas en Chile, que obligaron al banco en julio de 1935 a solicitar ayuda.
El Bank of London and South American Limited impuso como condición, entre las acordadas, la liquidación del Banco Anglo, llevándose a efecto a partir del año 1936 y absorbiendo su negocio.
Con este motivo, el BANK OF LONDON AND SOUTH AMERICA LIMITED, extendió considerablemente su red de Sucursales, contando desde entonces con gran número en casi todos los países de América, Gran Bretaña, Francia y Portugal.
En noviembre de 1969, se abrió una agencia en Valencia, calle Jaime Roig 15.
En diciembre de 1970 fue establecida agencia en Avenida de Pío XII, 37 y del traslado de nuestra Sucursal principal en Madrid de la actual Gran Vía, 6  a locales propios actualmente en construcción, en la calle de Serrano, 90.
Es fácil para los empleados del Banco saber las Sucursales y Agencias con que cuenta para sus operaciones, propias y de bancos afiliados y del Grupo, como son el Bank of London and Montreal Limited-BOLAM (creado en 1958), el Banco La Guaira Internacional C.A., el Lloyds Bank Europe Limited-LBE, el Lloyds Bank (Belgium) S.A., el Lloyds Bank (Cannes), el Lloyds and BOLSA, International Bank Limited-L.B.I. (creado en 1971), el Mellon Bank National Association, el Bax’ Bank N.V., el Banque Worms et Cie S.A. y el First Western Bank and Trust Company, Los Ángeles y Sucursales en California (EE. UU.).
En total, más de 180 oficinas bancarias, de representación, compañías financieras, de seguros, etc., del Grupo, existen operando en los cinco continentes, sin contar con las numerosas sucursales bancarias que tiene establecidas en el Estado de California el recientemente incorporado First Western Bank and Trust Co., Los Ángeles.
En cuanto al potencial económico el Lloyds and BOLSA International Limited-LBI, del cual son subsidiarios el Lloyds Bank Europe Limited-LBE y el Bank of London and South America Limited-BOLSA, basta mencionar que el capital autorizado ascendía en 1972 a GBP 50.000.000, el desembolsado a GBP 39.000.000, y su activo a más de GBP 1.900 millones. Estas cifras no comprendían las de otros bancos y compañías subsidiarias del Grupo.

## Sede
El Banco de Londres y América del Sur es recordado en el campo de la arquitectura por su sede central en la ciudad de Buenos Aires, uno de los ejemplos de arquitectura brutalista más reconocidos en el mundo. Fue proyectado por Clorindo Testa, asociado al estudio SEPRA, en 1960 y se concluyó seis años más tarde. En la actualidad ese edificio es ocupado por el Banco Hipotecario S. A..